# Abydos (Stargate)
Pour les articles homonymes, voir Abydos.
Abydos est une planète fictive de l'univers du film Stargate, la porte des étoiles et de la série télévisée Stargate SG-1.
Abydos est présentée comme une petite planète désertique à trois lunes, découverte par l'équipe du colonel Jack O'Neil dans le film Stargate, la porte des étoiles. S'y trouve une pyramide égyptienne, à l'intérieur de laquelle se trouve une porte des étoiles. Elle est habitée par un peuple d'humains semi-nomades, descendant des anciens Égyptiens, et parlant leur langue.
Planète du domaine du Goa'uld Râ. Lorsqu'il est tué par l'équipe de Jack O'Neil et Daniel Jackson, elle devient indépendante.
Elle est attaquée par les troupes d'Anubis, qui cherche l'Œil de Râ, un bijou d'une très grande puissance. Cet objet est trouvé et donné à Anubis par SG-1, en échange de la vie sauve des Abydossiens. Mais trahissant sa parole, Anubis détruit complètement la planète. 